# Миллер, Джеймс (футболист)
Джеймс Миллер (англ. James Miller), также известный как Джок Миллер (англ. Jock Miller) — шотландский футболист, нападающий.

## Биография
Уроженец Гринока, Шотландия, Миллер начал карьеру в клубе «Порт-Глазго Атлетик». Затем перешёл в другой шотландский клуб «Блантайр Виктория». В июне 1917 года стал игроком клуба «Сент-Миррен», но уже по ходу сезона 1918/19 перешёл в «Гамильтон Академикал». В 1919 году вернулся в «Сент-Миррен». Год спустя перешёл в другой шотландский клуб «Мортон», сыграв за него 10 матчей и забив 3 мяча в сезоне 1919/20.
В 1921 году перешёл в английский клуб «Гримсби Таун», выступавший в Третьем северном дивизионе. В составе «моряков» провёл три сезона, сыграв 98 матчей и забив 36 мячей.
В марте 1924 года перешёл в другой английский клуб «Манчестер Юнайтед», который выступал во Втором дивизионе. «Юнайтед» заплатил за его переход 500 фунтов. Дебютировал за клуб 15 марта в матче против «Халл Сити» на стадионе «Олд Траффорд». 22 марта в ответном выездном матче против «Халл Сити» забил свой первый и единственный мяч за клуб. Всего в сезоне 1923/24 провёл за команду 4 матча и забил 1 мяч. Уже в июне 1924 года покинул «Юнайтед», перейдя в «Йорк Сити».
В составе «Йорк Сити» в рамках Мидлендской лиги забил 18 мячей в 38 матчах. В 1925 году перешёл в клуб «Бостон Таун», где провёл два сезона. В дальнейшем также играл за клуб «Шайрбрук».

## Статистика выступлений
| Клуб                 | Сезон                  | Дивизион                      | Лига | Лига | Кубки | Кубки | Итого | Итого |
| Клуб                 | Сезон                  | Дивизион                      | Игры | Голы | Игры  | Голы  | Игры  | Голы  |
| -------------------- | ---------------------- | ----------------------------- | ---- | ---- | ----- | ----- | ----- | ----- |
| Сент-Миррен          | 1918/19                | Дивизион 1 (Шотландия)        | 16   | 3    | 0     | 0     | 16    | 3     |
| Гамильтон Академикал | 1918/19                | Дивизион 1 (Шотландия)        | 7    | 3    | 0     | 0     | 7     | 3     |
| Гамильтон Академикал | Итого                  | Итого                         | 7    | 3    | 0     | 0     | 7     | 3     |
| Сент-Миррен          | 1919/20                | Дивизион 1 (Шотландия)        | 0    | 0    | 0     | 0     | 0     | 0     |
| Сент-Миррен          | 1920/21                | Дивизион 1 (Шотландия)        | 0    | 0    | 0     | 0     | 0     | 0     |
| Сент-Миррен          | Всего за «Сент-Миррен» | Всего за «Сент-Миррен»        | 16   | 3    | 0     | 0     | 16    | 3     |
| Мортон               | 1920/21                | Дивизион 1 (Шотландия)        | 10   | 3    | 0     | 0     | 10    | 3     |
| Мортон               | Итого                  | Итого                         | 10   | 3    | 0     | 0     | 10    | 3     |
| Гримсби Таун         | 1921/22                | Третий сев. дивизион (Англия) | 29   | 13   | 4     | 1     | 33    | 14    |
| Гримсби Таун         | 1922/23                | Третий сев. дивизион (Англия) | 37   | 11   | 1     | 0     | 38    | 11    |
| Гримсби Таун         | 1923/24                | Третий сев. дивизион (Англия) | 23   | 8    | 4     | 3     | 27    | 11    |
| Гримсби Таун         | Итого                  | Итого                         | 89   | 32   | 9     | 4     | 98    | 36    |
| Манчестер Юнайтед    | 1923/24                | Второй дивизион (Англия)      | 4    | 1    | 0     | 0     | 4     | 1     |
| Манчестер Юнайтед    | Итого                  | Итого                         | 4    | 1    | 0     | 0     | 4     | 1     |
| Всего за карьеру     | Всего за карьеру       | Всего за карьеру              | 126  | 41   | 9     | 4     | 135   | 45    |